# Синагога Лифшица
Главная синагога Винницы (укр. Головна синагога Вінниці), или Синагога Лифшица (укр. Синанога Ліфшиця), —  синагога в городе Винница на ул. Соборная, 62.
Построена в 1897 году на средства купца Лифшица. К началу революции 1917 это была главная синагога в Виннице. Службы проводились здесь до 1929 года, когда синагогу закрыли и превратили в клуб им. Иосифа Сталина. Во время Второй мировой войны в здании располагался театр, затем там был организован пункт раздачи одежды расстрелянных евреев.
После войны в здании была размещена филармония, а в 1985 году оно было заброшено. Здание синагоги вернули еврейской общине в 1992 году, после чего она была полностью отремонтирована усилиями раввина Лейбла Суркиса и Исаака Новоселецкого.
В ночь с 18 на 19 мая 2005 года на стенах синагоги появились свастики и антисемитские граффити — это был первый такой случай в истории общины после 1991 года.
С 2018 года в синагоге работает казино.